# The Thrills
The Thrills (в переводе с англ. — «острые ощущения») — ирландская инди-рок-группа.

## История
The Thrills образовались в Дублине в 2001 году. В состав коллектива вошли: Конор Дизи (вокал), Даниел Райан (гитара), Падриак Макмеан (бас-гитара), Кевин Хоран (клавишные) и Бен Карриган (ударные). По мнению обозревателей ресурса MTV.com звучание группы "вдохновлено классической американской поп-музыкой конца 60-х и начала 70-х ".
В конце 2002 года коллектив подписывает контракт с рекорд-лейблом Virgin. В 2003 году выходит дебютный альбом «So Much for the City». Пластинка, записанная в Лос-Анджелесе с продюсером Тони Хоффером (Бек, Air, Turin Brakes, Supergrass, The Kooks), занимает первую позицию (#1) в ирландском и третью (#3) в британском чартах, и приобретает платиновый статус. Также альбом номинируется на ежегодном Mercury Prize и берёт премии Q Awards и Irish Meteor Awards в категории Лучший Новый Исполнитель.
В 2004 году состоялся релиз второго студийного альбома «Let's Bottle Bohemia».
Продюсером лонг-плея выступил Дейв Сарди. Альбом попадает на первое место (#1) в альбомном чарте Ирландии и на девятое (#9) в Великобритании. Успех диска во многом был определен резонансным синглом «Whatever Happened To Corey Haim?». После ряда выступлений и турне в поддержку альбома группа берёт творческий перерыв.
Третий альбом «Teenager» появляется на музыкальных прилавках в июне 2007 года. Он холодно воспринят аудиторией и получает смешанную критику со стороны музыкальной прессы.
В 2008 году EMI (материнская компания Virgin) прерывает сотрудничество с коллективом в связи с низкими показателями продаж.

## Дискография

### Альбомы
- So Much for the City (2003; Virgin Records; UK #3)
- Let's Bottle Bohemia (2004; Virgin Records; UK #9)
- Teenager (2007; Virgin Records; UK #48)

### EPs
| Year | Title                 |
| ---- | --------------------- |
| 2007 | The Thrills Bite Size |

### Синглы
| Дата релиза | Название                                      | Чарт UK | Альбом               |
| ----------- | --------------------------------------------- | ------- | -------------------- |
| 2002        | «Santa Cruz (You're Not That Far)»            | -       | So Much for the City |
| 2003        | «Big Sur»                                     | 17      | So Much for the City |
| 2003        | «One Horse Town»                              | 18      | So Much for the City |
| 2003        | «Don't Steal Our Sun»                         | 45      | So Much for the City |
| 2003        | «Santa Cruz (You're Not That Far) (Re-Issue)» | 33      | So Much for the City |
| 2004        | «Whatever Happened To Corey Haim?»            | 22      | Let's Bottle Bohemia |
| 2004        | «Not for All the Love in the World»           | 39      | Let's Bottle Bohemia |
| 2005        | «The Irish Keep Gate-crashing»                | 48      | Let's Bottle Bohemia |
| 2007        | «Nothing Changes Around Here»                 | 40      | Teenager             |
| 2007        | «The Midnight Choir»                          | -       | Teenager             |

### Другое
- WFUV: City Folk Live VII (2004) — «Santa Cruz»
- Music from the OC: Mix 2 (2004; Warner Bros.) — «Big Sur»
- Eklektikos Live (2005) — «Say it Ain’t So»
- The Acoustic Album (2006; Virgin) — «Santa Cruz»